# 森田久恵
森田 久恵（もりた ひさえ、1976年12月25日 -）は、日本の元ストリッパー、元AV女優。
東京都出身。血液型:O型。身長:152cm。スリーサイズ:B83(C-65)・W63・H88。

## 略歴・人物
1993年11月にAVデビュー。AVの他、成人映画やテレビのバラエティ番組などにも出演した。なお、デビュー時のプロフィールは、1974年5月25日生まれ、血液型:A型、身長:154cm、スリーサイズ:B87・W58・H88。
1995年4月1日に大阪東洋ショーでストリップデビュー。以後しばらくはAV女優とストリッパーの活動を平行して行っていたが、後にストリッパーに専念する。
2009年7月7日の公式ブログで、2010年4月の名古屋銀映での公演をもって引退することを発表した。

## 出演作品

### アダルトビデオ
1993年
- 新・快楽のDOOR 2 〜ナマしゃぶヴァージンロード〜 （11月15日、LUNA） ※デビュー作
- めしべの挑発 （11月26日、CHER）

1994年
- 欲望マン遊記 （1月5日、Kiss GOLD）
- なめ猫 白い美肌のプッシーキャット （1月22日、KUKI）
- 楽園の雫 （2月4日、サマンサ）
- うさぎの挑発 バニーハンティング 2 （2月25日、CHER）
- えげつない女 （2月25日、アリスJAPAN）
- おしゃぶり上手な天使たち１ 柏木綾・松下英美・武田りつ子 他（3月23日、オー・ケイ出版社 OKV07-16）全6名
- 緋牡丹ぱっくり娘 （4月8日、東映ビデオ）…共演:君矢摩子
- 聖純女学院 3 （7月25日、SUPER ARENA）…共演:平井由美、武田りつ子
- 電脳レズ バイオレンスFUCK （9月10日、ARENA）…共演:青木まゆみ
- 放課後保健室 教えて先生 （9月15日、golden Candy）…共演:竹内留奈、金井彰子
- 平成おとめっこ倶楽部 制服まんだらりん （9月21日、SUPER HOKUTO）…共演:伊丹公理、赤木佐知
- Condow Brothers vol.2 （9月26日、TANK）…共演:柴田はるか、池上早耶
- 平成おとめっこ倶楽部 2 ナースまんだらりん （10月28日、SUPER HOKUTO）…共演:伊丹公理、赤木佐知
- 暴行現場スペシャル 44 （11月10日、東京音光）
- 下着はぬがないで 平成6年度総決算 （11月21日、SUPER HOKUTO）…オムニバス作品 他出演:伊丹公理、赤木佐知

1995年
- ONANIE秘テクニック（1月5日、笠倉出版社 CAV35-50）全8名
- 実録官能小説 3 （1月21日、マスカット）…オムニバス作品 他出演:柴田はるか
- おしゃぶりゴックン21（2月11日、オー・ケイ出版社 OKV07-29）全21名
- 喪服奴隷 6 （4月21日、Cine Magic）
- 咲き誇れ! 濡れたアイドルたち （9月21日、OZ）…共演:内田直、藤原史歩、風間水絵、小森まみ、日吉亜衣

1996年
- 百合のスチュワーデアス （2月2日、Gang）…共演:水原かおり
- ザ・レイプ 3（9月2日、笠倉出版社 CAV36-37）全10名

他

### 映画
- 本番熟女 急所責め（1994年12月2日、エクセス）監督:浜野佐知 - 主演・楠木晃 役 ※2014年「阿鼻叫喚！ 熟女の三所責め」に改題し、リバイバル公開 [1]

### ゲーム
- THE・野球拳 パート22（NEWジャトレ） 共演:平井由美、秋元実花、君矢摩子 ※アーケードゲーム
- THE野球拳 お嬢様編（NEWジャトレ） 共演:平井由美、秋元実花、君矢摩子

パート22のパソコン版ソフト